# Stamnodes danilovi
Stamnodes danilovi là một loài bướm đêm trong họ Geometridae.